# Buoni o cattivi
Buoni o cattivi è il quattordicesimo album in studio del cantautore italiano Vasco Rossi, pubblicato il 2 aprile 2004.
È stato il disco più venduto dell'anno con oltre un milione di copie, divenendo il maggior successo commerciale della carriera dell'artista insieme a Gli spari sopra, ed è rimasto 15 settimane non consecutive in testa alla hit parade italiana, raggiungendo anche la sesta posizione in Svizzera. Dall'album sono stati estratti cinque singoli: Buoni o cattivi, Come stai, Un senso, E…, Señorita.
L'album, dopo aver venduto 500 000 copie soltanto nella prima settimana di commercializzazione, nel decennio 2000-2009 è stato il più venduto in Italia. Inoltre, non è sceso sotto la 16ª posizione per 75 settimane, equivalenti a un anno e cinque mesi.

## Descrizione
L'uscita del disco, il 2 aprile 2004, viene annunciata alla comunità di don Luigi Ciotti.
Tra tutte le canzoni presenti nell'album è da segnalare Un senso, colonna sonora del film Non ti muovere di Sergio Castellitto e tratto dall'omonimo libro di Margaret Mazzantini. La canzone è stata premiata ai Nastri d'argento, ma non è stata inserita nella colonna sonora ufficiale.
Il disco comprende Rock'n'roll show già presentata a Fabriano e allo stadio San Siro nel 2003 e Anymore, scritta nel 1999.
L'intro di Cosa vuoi da me è ispirato alla canzone Pretty Fly (for a White Guy) degli The Offspring.
È presente anche una canzone della cantautrice toscana Pia Tuccitto: si tratta di E…. L'album vede anche la partecipazione di Patrick Warren.

## Tracce
1. Buoni o cattivi – 3:31 (testo: Vasco Rossi – musica: Gaetano Curreri e Saverio Grandi)
2. Come stai – 4:21 (testo: Vasco Rossi – musica: Guido Elmi e Tullio Ferro)
3. Anymore – 4:28 (Vasco Rossi)
4. Hai mai – 4:39 (testo: Vasco Rossi – musica: Guido Elmi e Tullio Ferro)
5. Non basta niente – 4:11 (testo: Vasco Rossi – musica: Tullio Ferro e Vasco Rossi)
6. Dimenticarsi – 4:42 (testo: Vasco Rossi – musica: Guido Elmi e Vasco Rossi)
7. Da sola con te – 3:32 (testo: Vasco Rossi – musica: Tullio Ferro)
8. Cosa vuoi da me – 3:41 (testo: Vasco Rossi – musica: Guido Elmi e Tullio Ferro)
9. E… – 3:29 (testo: Maria Pia Tuccitto e Vasco Rossi – musica: Maria Pia Tuccitto e Giacomo Cristini)
10. Señorita – 3:39 (Vasco Rossi e Roberto Casini)
11. Rock 'n' roll show – 3:40 (testo: Vasco Rossi – musica: Maurizio Solieri)
12. Un senso – 4:08 (testo: Vasco Rossi e Saverio Grandi – musica: Gaetano Curreri, Saverio Grandi e Vasco Rossi)

Durata totale: 48:01

## Singoli
- Buoni o cattivi (2004)
- Come stai (2004)
- Un senso (2004)
- E… (2005)
- Señorita (2005)

## Formazione
- Vasco Rossi - voce
- Vinnie Colaiuta - batteria
- Paul Bushnell - basso (traccia 8)
- Andrea Innesto - fiati (traccia 11)
- Guido Elmi - congas (traccia 6), chitarra elettrica (traccia 7), cembalo (tracce 1-2, 4), percussioni (traccia 11)
- Dean Parks - chitarra acustica (tracce 1-2, 4, 6, 10)
- Michael Thompson - chitarra elettrica (tracce 1-2, 4, 6, 10)
- Frank Nemola - tastiera, cori, fiati, trombone, programmazione
- Stef Burns - chitarra elettrica
- Tony Franklin - basso
- Luca Bignardi - programmazione
- Michael Landau - chitarra elettrica
- Patrick Warren - tastiera, pianoforte
- Tim Pierce - chitarra elettrica
- Alberto Rocchetti - organo Hammond
- Maurizio Solieri - chitarra elettrica (traccia 11)
- Celso Valli - tastiera, pianoforte, organo Hammond
- Giacomo Castellano - chitarra elettrica (tracce 5, 12)
- Leland Sklar - basso
- Clara Moroni, Nando Bonini, Silvio Pozzoli - cori
- Suzie Katayama, Bruce Dukov, Evan Wilson - archi

## Classifiche

### Classifiche settimanali
| Classifica (2004) | Posizione massima |
| ----------------- | ----------------- |
| Italia            | 1                 |
| Svizzera          | 6                 |

### Classifiche di fine anno
| Classifica (2004) | Posizione |
| ----------------- | --------- |
| Italia            | 1         |
| Svizzera          | 84        |
| Classifica (2005) | Posizione |
| Italia            | 18        |